# اس‌اس تیبرتون
اس‌اس تیبرتون (به انگلیسی: SS Tiberton) یک زیردریایی است که طول آن ۴۱۴ فوت ۵ اینچ (۱۲۶٫۳۱ متر) می‌باشد. این زیردریایی در سال ۱۹۲۰ ساخته شد.